# 타이탄 토성계 임무
타이탄 토성계 임무(Titan Saturn System Mission, TSSM)는 타이탄과 엔셀라두스를 탐사하기 위한 탐사선으로, NASA와 ESA의 합작이다. 2003년 제안되었으며, 목적은 타이탄과 엔셀라두스의 공통점과 차이점을 찾고, 생명체 거주 가능성을 연구하는 것이다.

## 역사와 제작배경
2003년, 처음 제안되었으나, 별로 관심받지 못했다. 이후 TandEM과 TM이라는 두 임무를 합쳐 공식적으로 2009년 2월  ESA와 NASA 연구원들로 구성된 개발팀이 만들어졌다. 그러나 두 우주기구 모두 EJSM을 개발 우선 순위로 두면서, 개발이 약간 늦춰졌다. 이러한 이유로 2019년 정도에 발사될 예정이었으나, 발사가 2020년대로 미뤄졌다.

## 탐사개념
TiME과 열기구 형태의 대기 탐사선을 함께 발사하려고 했으나, 무산되었다.

## 발사
2019년 정도에 델타 IV 헤비, SLS, 아틀라스 V 중 하나를 이용해 발사될 예정이었으나, EJSM을 개발 우선 순위로 두면서 2020년대로 미뤄졌다.

## 지원, 개발, 투자
- NASA
- JPL
- GSFC
- SwRI
- ESA
- 아리안스페이스
- EADS 아스트리움

## 같이 보기
- 크로노스 (우주선)
- 드래건플라이 (우주선)